# Elecciones generales de Bélgica de 1929

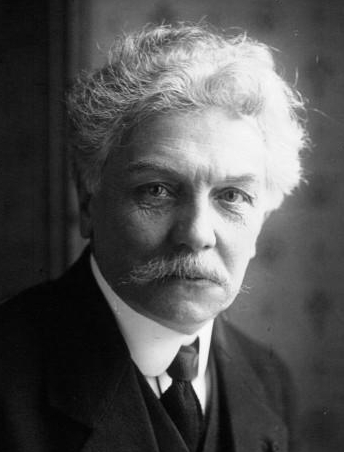
Primer ministro Henri Jaspar (1926-1931)

Las elecciones generales de Bélgica fueron realizadas el 26 de mayo de 1929. El resultado fue la victoria  para el Partido Católico, el cual ganó 71 de los 187 escaños en la Cámara de Representantes. La participación electoral fue de un 94.0%.
El entonces gobierno católico-liberal dirigido por el Primer ministro Henri Jaspar, continuó con su gobierno tras las elecciones.

## Resultados

### Cuarto de Representantes
|                              |                              |           |      |          |     |  |  |  |  |
| Partido                      | Partido                      | Votos     | %    | Asientos | +/– |  |  |  |  |
| Partido Católico             | Partido Católico             | 816.098   | 36.6 | 71       | –4  |  |  |  |  |
| Partido Laborista Belga      | Partido Laborista Belga      | 803.347   | 36.0 | 70       | –8  |  |  |  |  |
| Partido Liberal Belga        | Partido Liberal Belga        | 369.114   | 16.6 | 28       | +5  |  |  |  |  |
| Frontpartij                  | Frontpartij                  | 132.567   | 5.9  | 11       | +5  |  |  |  |  |
| Disidentes Católicos         | Disidentes Católicos         | 42.804    | 1.9  | 6        | +3  |  |  |  |  |
| Partido Comunista de Bélgica | Partido Comunista de Bélgica | 43.237    | 1.9  | 1        | –1  |  |  |  |  |
| Otros partidos               | Otros partidos               | 22.902    | 1.0  | 0        | 0   |  |  |  |  |
| Votos en blanco/nulos        | Votos en blanco/nulos        | 116.660   | –    | –        | –   |  |  |  |  |
| Total                        | Total                        | 2.346.729 | 100  | 187      | 0   |  |  |  |  |
| Fuente: Nohlen & Stöver      |                              |           |      |          |     |  |  |  |  |

### Senado
| Partido                 | Votos     | %   | Escaños | +/– |
| ----------------------- | --------- | --- | ------- | --- |
| Votos válidos           | 2.178.973 | 100 |         |     |
| Votos en blanco/nulos   | 167.663   | –   | –       | –   |
| Total                   | 2.346.636 | 100 |         |     |
| Fuente: Nohlen & Stöver |           |     |         |     |